# اندیس کوه سقو
کوه سقو یک اندیس فلزی است که در حوالی شهر پاکدار استان کرمان قرار دارد و مادهٔ معدنی موجود در آن، مس است.سنگ میزبان این اندیس آمفیبولیت شیست ، مرمر است و دیرینگی آن به دوران پالئوزوئیک می‌رسد. در این اندیس، پاراژنز‌های بروکانیت یافت می‌شوند.